# Wilhelm Zander
Wilhelm Zander (22 de abril de 1911 - 27 de setembro de 1974) foi um SS-Standartenführer e secretário pessoal de Martin Bormann durante a Segunda Guerra Mundial.
Nos últimos dias de guerra na Europa, Zander foi com Bormann para o Führerbunker em Berlim. Deixou o bunker durante a Batalha de Berlim carregando vários documentos de oficiais do Partido Nazista, entre eles os dois testamentos de Adolf Hitler.
Após o conflito, foi descoberto que Zander adotou o sobrenome Paustin e trabalhou como jardineiro..